# 지역사회지향적 경찰활동

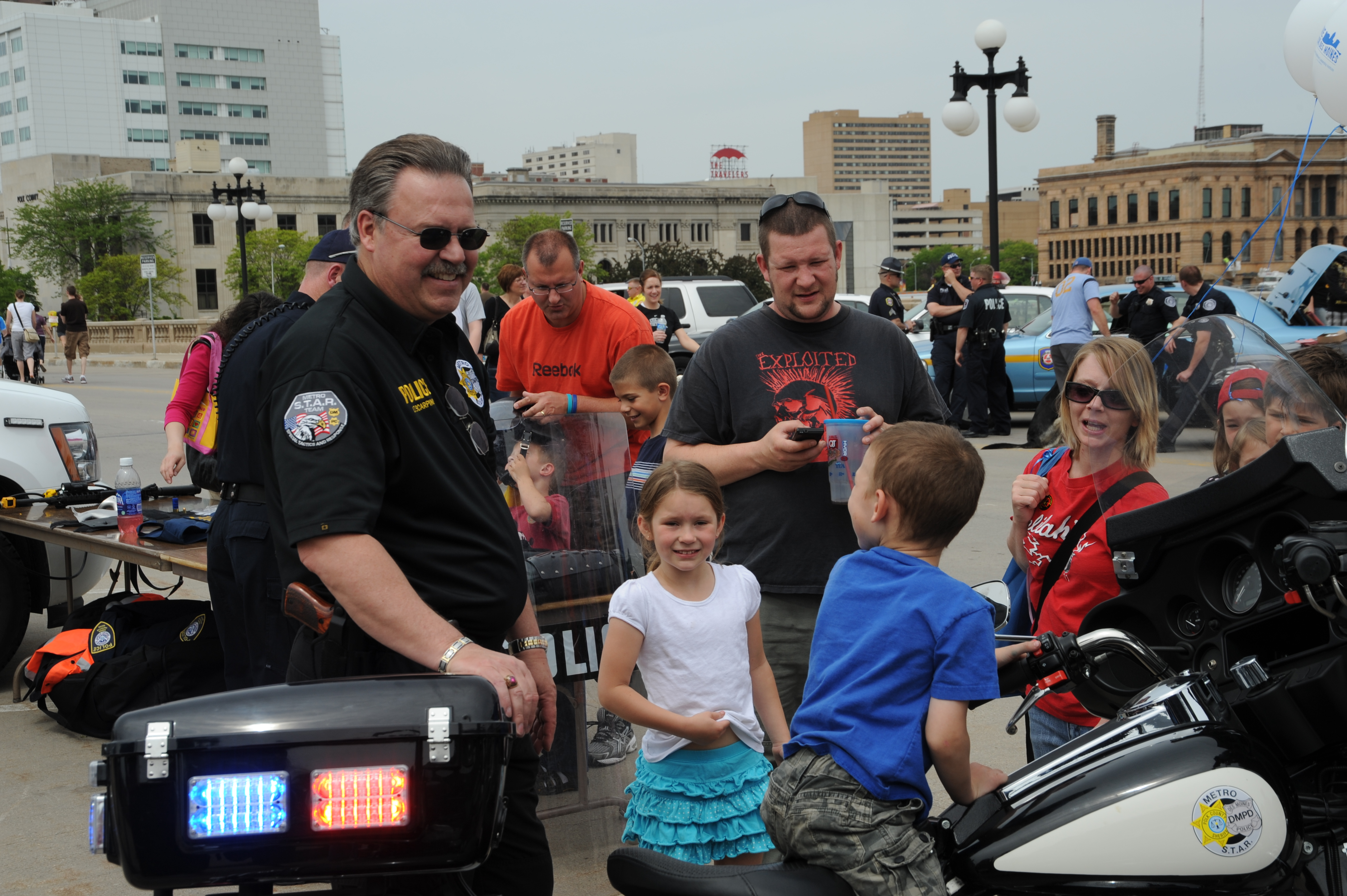
2010년 아이오와주 디모인의 경찰홍보주간 때 어린이들과 교류하는 경찰관들.

지역사회지향적 경찰활동{community-oriented policing)은 지역사회 구성원과의 관계 형성을 중시하는 경찰활동전략이다. 경찰관리들이 같은 지역을 장기간 꼼꼼히 순찰하고 지역 주민들과 협력관계를 구축하여 관민협조적으로 문제를 해결하는 것을 목표로 한다.
지역사회지향적 경찰활동에서는 경찰이 지역사회와 관계를 구축함으로써 반사회적 행동과 풀뿌리 잡범죄를 줄이고자 한다. 깨진 유리창 이론에서는 지역사회지향적 경찰활동이 강력범죄도 예방할 수 있다고 주장한다.

## 같이 보기
- 문제지향적 경찰활동
- 정보주도적 경찰활동